# محالى عطا (العدين)

تعديل مصدري - تعديل

محالى عطا محلة تابعة لقرية الزائدة، التابعة لعزلة قصل بمديرية العدين إحدى مديريات محافظة إب في الجمهورية اليمنية.، بلغ تعداد سكانها 153 حسب تعداد اليمن لعام 2004.